# Sophie Loizeau
Pour les articles homonymes, voir Loizeau.
Sophie Loizeau, née le 23 avril 1966 à Versailles (Yvelines), est une poétesse et une écrivaine française.

## Biographie
Sophie Loizeau est titulaire d'un DEA de lettres modernes. Après avoir été enseignante, elle est aujourd'hui[Depuis quand ?] psychologue scolaire à l'Éducation nationale.
Entre 2007 et 2009, elle fait partie de la commission poésie au Centre national du livre (CNL).
Elle est membre du comité éditorial de la revue Formes poétiques contemporaines.

## Regards sur l’œuvre
Ses trois premiers livres, écrits entre 1998 et 2004 (Le Corps saisonnier, La Nue-bête, Environs du bouc ), affichent une sexualité jubilatoire. La présence de la nature, du fantastique et du mythologique y est forte.
Les livres suivants (La Femme lit, Le Roman de Diane, Caudal), écrits entre 2004 et 2012, forment une trilogie autour du mythe de Diane (déesse de la chasse). En touchant à la langue des académiciens, qu’elle appelle souvent « pères », Sophie Loizeau bouleverse les conventions. Elle tâche seulement «de récupérer ce qui a sombré dans le grand tout masculin », et évite une sorte de sexisme linguistique. Cette expérience d’avant-garde qui débute avec La Femme lit, se poursuit  en prose dans le Roman de Diane et se conclut avec Caudal, tente de donner une visibilité du féminin dans la langue.

Son recueil Ma maîtresse forme a fait partie de la sélection du prix des Découvreurs en 2018. 

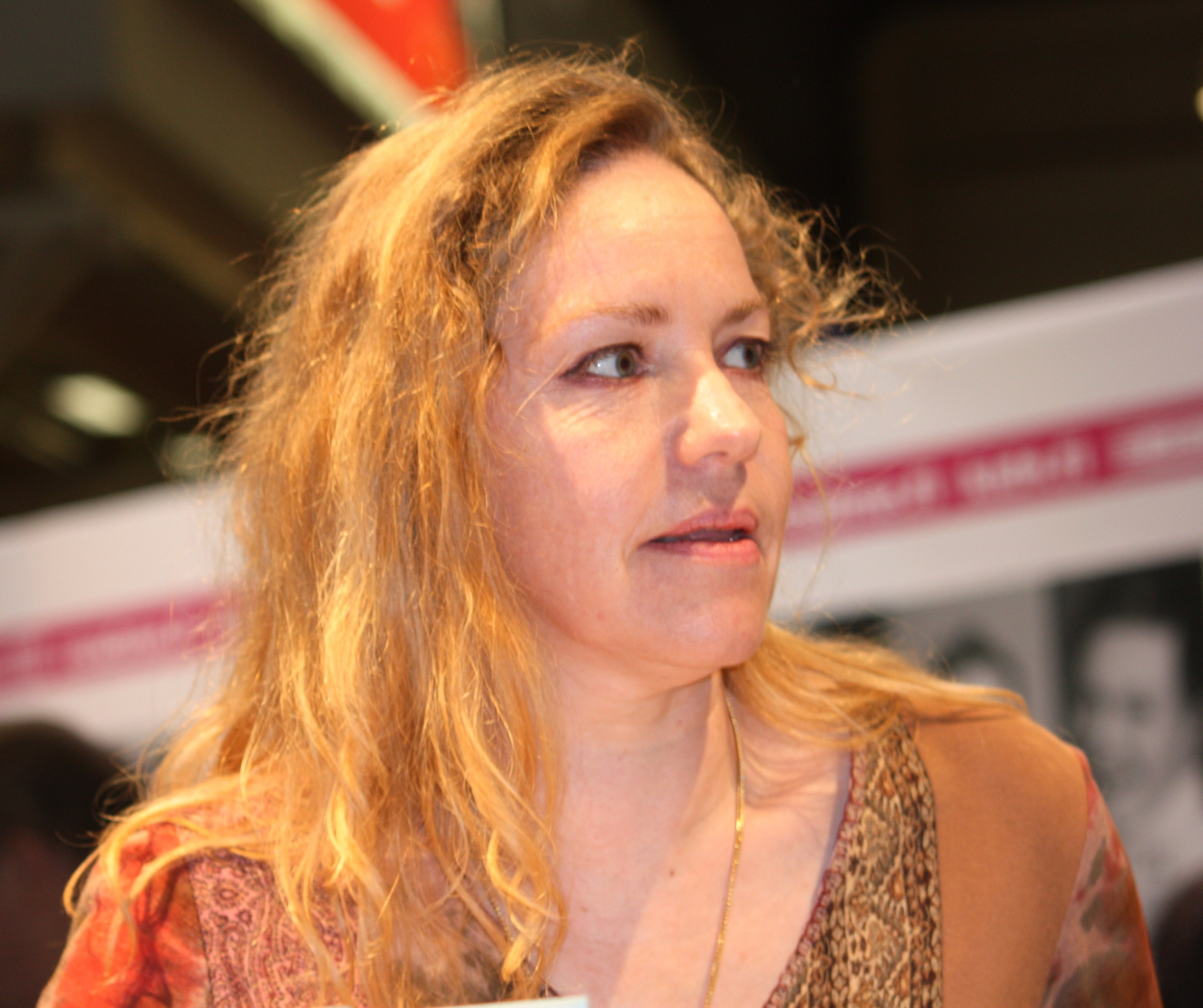
Sophie Loizeau à la foire du livre d'Helsinki en 2010.

## Prix et bourses
Elle a reçu la bourse Poncetton (supprimée en 2011) d'un montant de 1 500 € et le prix Georges Perros 2006 des Rencontres Poétiques Internationales de Saint-Malo pour La Nue-bête, le prix Yvan Goll 2005 pour Environs du bouc, ainsi qu'une bourse du Centre national du livre de 6 600 € en 2005 et de 7 000 € en 2011.
L’Académie française lui décerne le prix François-Coppée 2014 pour Caudal

### En anthologies
Des œuvres de Sophie Loizeau figurent également dans plusieurs anthologies, dont :
- Passeur de mémoire, collection Poésie / Gallimard, 2005,
- Couleur femme, Castor Astral, Le Printemps des poètes, 2010,
- La poésie à plusieurs voix, Armand Colin, 2010,
- Éros émerveillé, collection Poésie / Gallimard, 2012.

### Participations
- « Originaire », Regards croisés sur la carrière Chéret, Conservatoire d'espaces naturels, 2011.  (ISBN 9782951138056)

### Théâtre et performances
- Un spectacle poétique : Le plus clair du temps je suis nue, mis en scène par Claude Guerre, créé à La Comédie de Reims en 2005 et repris à la Maison de la Poésie de Paris en 2008[15].
- Écriture et chorégraphie : Pleine peau, textes écrits à partir d’un travail chorégraphique de Maria Donata d’Urso, créée au Cent Quatre à Paris en 2010[16].
- Des lectures-performances à la Maison de la poésie de Paris, Arkhéon, mai 2011[17]. Conception : Wilfried Wendling / mise en scène : Sophie Loizeau.